# Armando Babaioff
Armando Babaioff (Recife, 1 de abril de 1981) é um ator, produtor e tradutor brasileiro.

## Biografia
Armando Babaioff nasceu na cidade de Recife, capital do estado brasileiro de Pernambuco, no dia 1 de abril de 1981. Armando Babaioff é descendente de Judeus bucaranos Uzbeques, uma Etnia judaica do Uzbequistão, antiga República Socialista Soviética Uzbeque, que fazia parte das Repúblicas soviéticas, extinta União Soviética, por parte de seu pai, de onde vêm seu sobrenome Babaioff. Armando começou a fazer teatro aos 11 anos na Escola Municipal Pio X, em Jacarepaguá, e é formado pela Escola Técnica Estadual de Teatro Martins Penna e pela Universidade Federal do Estado do Rio de Janeiro (UNIRIO) em artes cênicas.
Estreou profissionalmente nos palcos aos 15 anos de idade no Festival de Teatro Rei Ator. Atuou nas montagens premiadas A Fábula e Quietude pela Quantum Companhia de Teatro, conquistando com esta os Prêmios de Melhor Ator no Festival de Teatro Carioca (Universidade Gama Filho/2001) e no VII Festival de Macaé (2001). Em 2004, protagonizou ao lado de Vera Fischer, o espetáculo A Primeira Noite de um Homem, com direção, tradução e adaptação de Miguel Falabella.
Em 2006, estreou na televisão, na Rede Globo, interpretando o personagem Felipe na novela Páginas da Vida. Em 2008, interpretou em Duas Caras o personagem Benoliel da Conceição, fazendo par romântico com a atriz Júlia Almeida, e em 2010 viveu o homossexual Thales Salmerón em Ti Ti Ti. Participou de um episódio da série As Brasileiras, onde fazia Pedro, irmão da personagem de Ivete Sangalo, e também da minissérie sobre a vida de da atriz Dercy Gonçalves, Dercy de Verdade, onde interpreta Homero Kossac, o grande amor da vida de Dercy. Em 2013, volta às novelas, interpretando Érico, um dos co-protagonistas de Sangue Bom, formando par romântico com Regiane Alves, e posteriormente com Letícia Sabatella. Em 2014, entra na novela Joia Rara, como Aderbal Feitosa, para formar um triângulo amoroso com os personagens de Luiza Valdetaro e Thiago Lacerda.

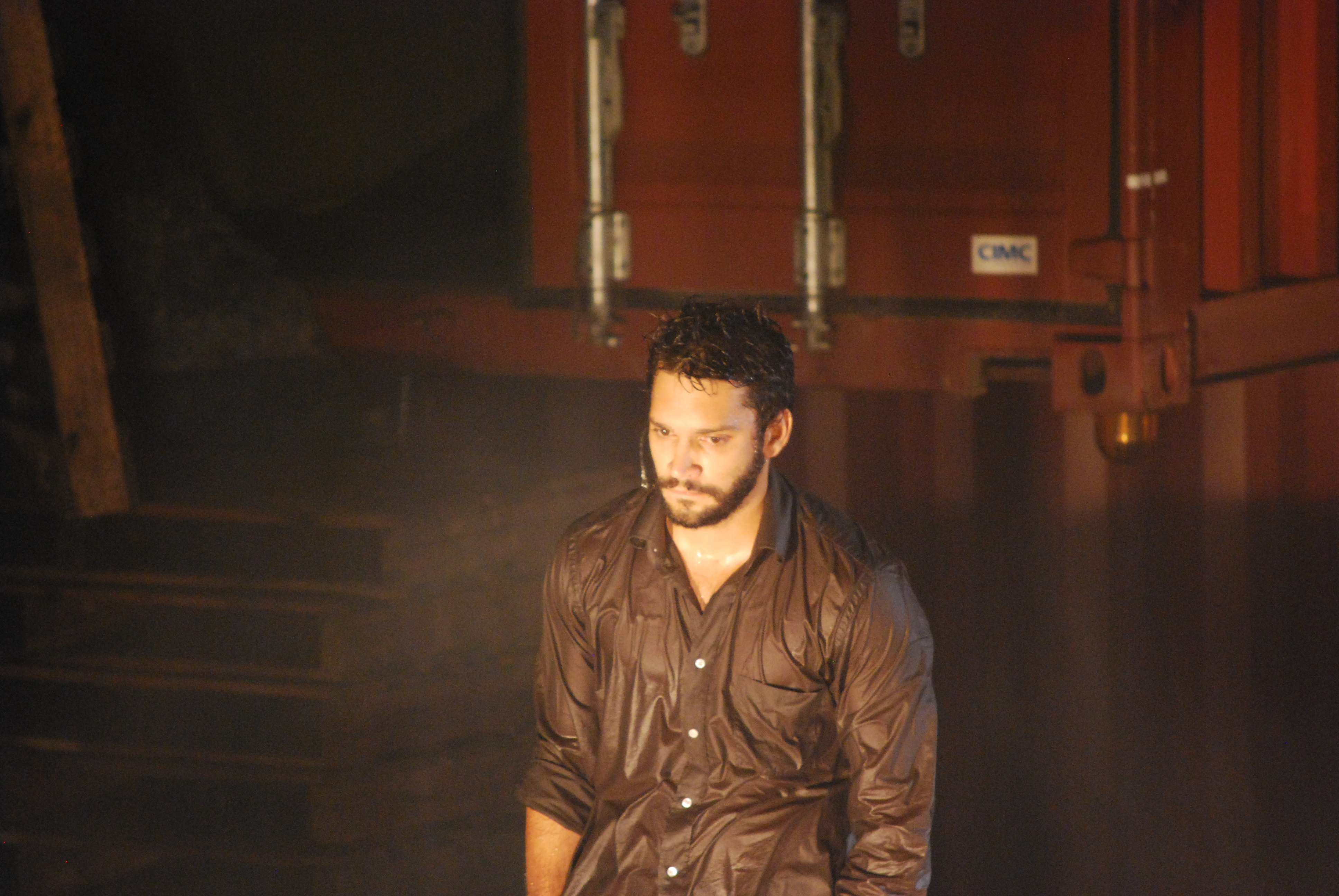
Armando Babaioff como Cliente em "Na Solidão dos Campos de Algodão" de Bernard-Marie Koltés.Armando Babaioff como Tom em "Tom na Fazenda".

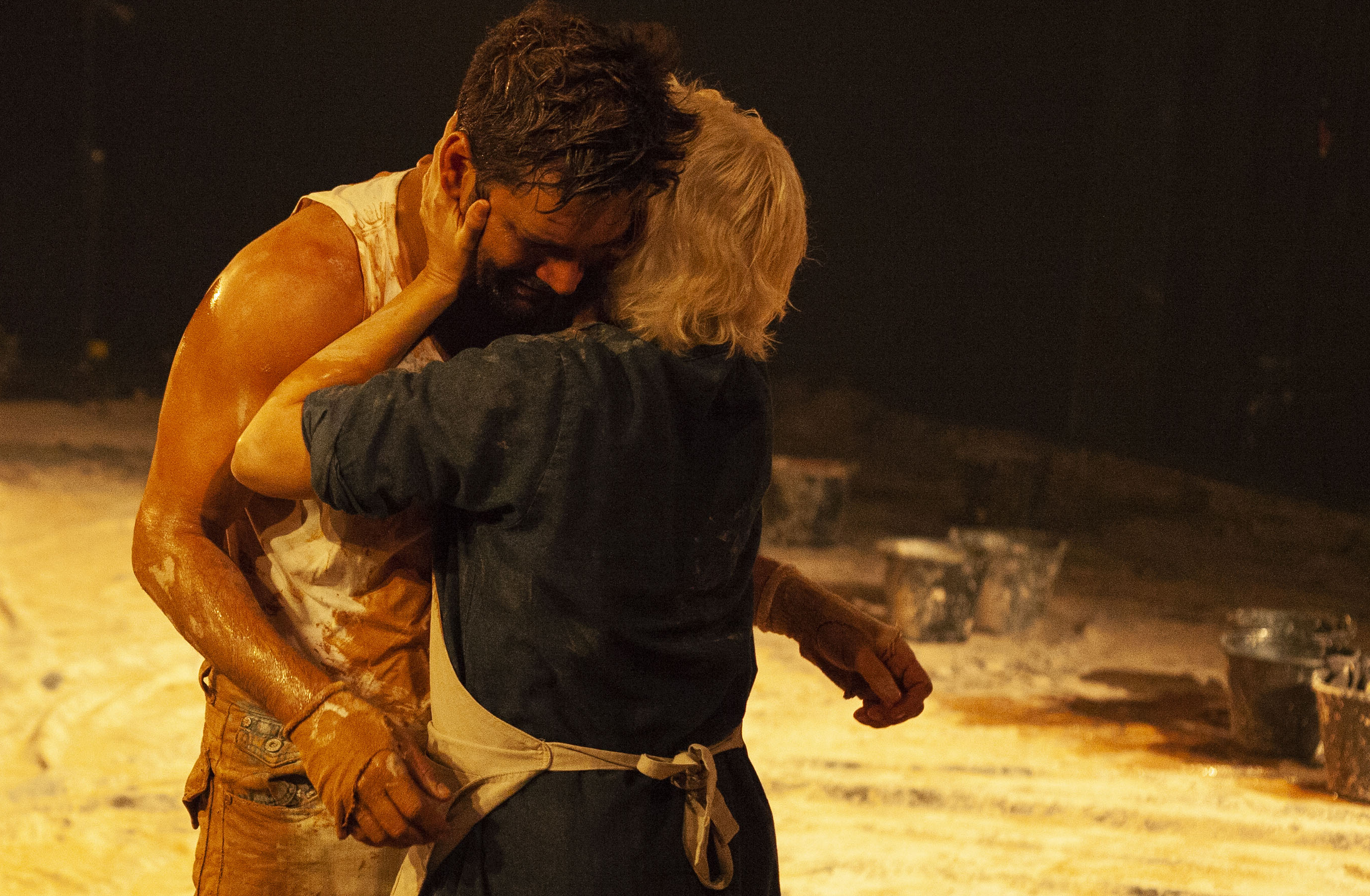
Armando Babaioff como Tom e Soraya Ravenle como Ágatha em Tom na Fazenda. Foto Carol Beiriz

Atuou, entre outros espetáculos, na montagem premiada O Santo e a Porca – indicado ao prêmio de melhor ator coadjuvante pela APTR –, de Ariano Suassuna, com direção de João Fonseca, e A Gota D’Água, de Chico Buarque e Paulo Pontes, também com direção de João Fonseca, peça com a qual fez uma longa turnê em Portugal. Em 2009, criou em parceria com seu sócio e amigo Gustavo Vaz a ABGV Produções Artísticas e pela primeira vez age como produtor de teatro, com bastante êxito. A peça foi Na Solidão dos Campos de Algodão, texto de Bernard-Marie Koltes e direção de Caco Ciocler. O espetáculo lhe rendeu uma indicação ao Prêmio de Melhor Ator pela APTR - Associação de Produtores de Teatro do Rio de Janeiro. O espetáculo foi selecionado pela curadoria do Festival de Porto Alegre (POA Em Cena) no ano de 2010 e para o Festival Internacional de Vitória - ES no mesmo ano. Esperando aprovação de patrocínio para a cidade de SP. Em 2010, ao lado do ator Luís Melo, estreou Rockantygona, baseado no texto original de Sófocles, com direção de Guilherme Leme. Em 2011 estreia o espetáculo A Escola do Escândalo de Richard Brinsley Sheridan com a direção de Miguel Falabella no Teatro Tom Jobim, encerrando a temporada em São Paulo no Teatro Raul Cortez. Em 2012 protagoniza ao lado da atriz Maria Flor o seriado Do Amor, para o canal Multishow onde interpreta um jovem professor chamado Pio. Em 2016, interpretou o médico Bruno Pessoa em A Lei do Amor, formando par romântico com Marcella Rica. Em 2018, interpretou o policial Ionan Falcão em Segundo Sol, formando um triângulo amoroso com as personagens de Nanda Costa e Carol Fazu, já que ambas eram namoradas, e Maura, interprete de Nanda, passa a sentir sentimentos pelo parceiro de trabalho. Em 2019, interpretou seu primeiro vilão, o fútil e cômico Diogo Cabral em Bom Sucesso, de Rosane Svartman e Paulo Halm, e em seguida interpreta Sérgio num dos episódios da minissérie Dates, Likes e Ladrilhos.  
Apos Bom Sucesso, Babaioff passou a focar no projeto Tom na Fazenda, se afastando das dramaturgia e das redes sociais, conforme anunciou em uma entrevista para a revista Caras em 2023, apesar de ter participado no ano anterior da série Não Foi Minha Culpa, do Star+. Em 2025 voltou às telenovelas em Dona de Mim, retomando a parceria com Rosane Svartman. 

## Vida pessoal
Armando Babaioff namora com o fotógrafo Victor Novaes desde 2020.

## Filmografia

### Televisão
| Ano  | Título                   | Personagem                            | Notas                                       |
| ---- | ------------------------ | ------------------------------------- | ------------------------------------------- |
| 2006 | Páginas da Vida          | Felipe Martins de Andrade Telles      |                                             |
| 2007 | O Profeta                | Matheus Carvalho de Oliveira (adulto) | Episódio: "11 de maio"                      |
| 2007 | Linha Direta             | José Manoel                           | Episódio: "Cabo Anselmo"                    |
| 2007 | Duas Caras               | Benoliel da Conceição                 |                                             |
| 2008 | Casos e Acasos           | Gil                                   | Episódio: "A Blitz, o Presente e os Filhos" |
| 2008 | Faça Sua História        | Paulinho                              | Episódio: "A Matadora"                      |
| 2009 | Malhação                 | Marcos Resende                        | Episódio: "17 de junho"                     |
| 2010 | Força-Tarefa             | Caio                                  | Episódio: "Bolsa-Família"                   |
| 2010 | Ti Ti Ti                 | Thales Salmerón                       |                                             |
| 2012 | Dercy de Verdade         | Homero Kossac                         |                                             |
| 2012 | As Brasileiras           | Pedro                                 | Episódio: "A Desastrada de Salvador"        |
| 2012 | Do Amor                  | Pio                                   |                                             |
| 2013 | Sangue Bom               | Érico Rabelo                          |                                             |
| 2014 | Doce de Mãe              | Artur                                 | Episódio: "14 de fevereiro"                 |
| 2014 | Joia Rara                | Aderbal Feitosa                       | Episódios: "18–30 de março"                 |
| 2016 | E aí, Comeu?             | Pablo                                 | Episódio: "29 de agosto"                    |
| 2016 | A Lei do Amor            | Bruno Pessoa                          |                                             |
| 2018 | Segundo Sol              | Ionan Falcão                          |                                             |
| 2019 | Bom Sucesso              | Diogo Cabral                          |                                             |
| 2022 | Não Foi Minha Culpa      | Fernando                              |                                             |
| 2022 | Dates, Likes & Ladrilhos | Sérgio                                | Episódio: "Sérgio"                          |
| 2025 | Dona de Mim              | Vanderson Teles Lancaster             |                                             |
| 2025 | Juntas e Separadas       | [ 17 ]                                |                                             |

### Cinema
| Ano  | Título                              | Personagem        | Nota           |
| ---- | ----------------------------------- | ----------------- | -------------- |
| 2004 | Alguns Kms                          | João              | Curta-metragem |
| 2005 | BNH                                 | Fred              | Curta-metragem |
| 2013 | Passo Preto e Caramelo              | Passo Preto (voz) | Curta-metragem |
| 2015 | Introdução à Música do Sangue       | Chico             |                |
| 2015 | Sangue Azul                         | Benigno           |                |
| 2016 | O que Seria Deste Mundo sem Paixão? | Lúcio Cardoso     |                |
| 2016 | Prova de Coragem                    | Hermano           |                |
| 2017 | Destinos                            | Gabriel           | Curta-metragem |
| 2019 | Homem Livre                         | Hélio Lotte       |                |
| 2023 | Amores Pandêmicos                   | Hugo              |                |
| 2024 | Madame Durocher                     | Pedro             | [ 24 ]         |

## Teatro
| Ano  | Título                           | Personagem        | Nota                                 |
| ---- | -------------------------------- | ----------------- | ------------------------------------ |
| 2001 | Quietude                         | Maurice           |                                      |
| 2004 | A Primeira Noite de um Homem     | Benjamin Braddock |                                      |
| 2006 | A Fábula                         | Cachorro          |                                      |
| 2008 | O Santo e a Porca                | Dodó              |                                      |
| 2009 | Na Solidão dos Campos de Algodão | Cliente           | Também produtor                      |
| 2009 | Gota d'Água                      | Jasão             |                                      |
| 2010 | RockAntygona                     | Hémon             |                                      |
| 2011 | A Escola do Escândalo            | Carlos Fachada    |                                      |
| 2012 | A Propósito de Senhorita Júlia   | Moacir            |                                      |
| 2013 | O Que Você Mentir Eu Acredito    | André             | Também produtor                      |
| 2017 | Tom na Fazenda                   | Tom               | Também idealizador/produtor/tradutor |

## Prêmios e indicações
| Ano  | Prêmio                                     | Categoria                              | Nomeações                                | Resultado |
| ---- | ------------------------------------------ | -------------------------------------- | ---------------------------------------- | --------- |
| 2001 | Festival de Teatro Carioca                 | Melhor Ator                            | Quietude                                 | Venceu    |
| 2001 | VII Festival Macaé de Teatro               | Melhor Ator                            | Quietude                                 | Venceu    |
| 2006 | Festival Internacional de Teatro Resende   | Melhor Ator                            | A Fábula da Casa das Mulheres Sem Homens | Venceu    |
| 2008 | Prêmio APTR de Teatro                      | Melhor Ator Coadjuvante                | O Santo e a Porca                        | Indicado  |
| 2008 | Prêmio Contigo! de TV                      | Melhor Ator Coadjuvante                | Duas Caras                               | Indicado  |
| 2008 | Prêmio Contigo! de TV                      | Par Romântico (com Júlia Almeida)      | Duas Caras                               | Indicado  |
| 2009 | Prêmio APTR de Teatro                      | Melhor Ator                            | Na Solidão dos Campos de Algodão         | Indicado  |
| 2017 | Festival de Cinema de Triunfo              | Melhor Ator                            | Homem Livre                              | Venceu    |
| 2017 | Prêmio Shell de Teatro                     | Melhor Ator                            | Tom na Fazenda                           | Indicado  |
| 2017 | Prêmio Cesgranrio de Teatro                | Melhor Ator (com Gustavo Vaz)          | Tom na Fazenda                           | Venceu    |
| 2017 | Prêmio Cesgranrio de Teatro                | Melhor Espetáculo                      | Tom na Fazenda                           | Venceu    |
| 2017 | Prêmio Botequim Cultural                   | Melhor Ator                            | Tom na Fazenda                           | Venceu    |
| 2017 | Prêmio Botequim Cultural                   | Melhor Espetáculo                      | Tom na Fazenda                           | Venceu    |
| 2017 | Prêmio Cenym de Teatro                     | Melhor Ator                            | Tom na Fazenda                           | Venceu    |
| 2017 | Prêmio Cenym de Teatro                     | Melhor Espetáculo                      | Tom na Fazenda                           | Venceu    |
| 2017 | Prêmio Cenym de Teatro                     | Melhor Texto Adaptado                  | Tom na Fazenda                           | Indicado  |
| 2017 | Prêmio Cenym de Teatro                     | Melhor Montagem                        | Tom na Fazenda                           | Venceu    |
| 2017 | Prêmio Cenym de Teatro                     | Melhor Elenco                          | Tom na Fazenda                           | Indicado  |
| 2017 | Prêmio Cenym de Teatro                     | Melhor Qualidade Artística de Produção | Tom na Fazenda                           | Indicado  |
| 2018 | Prêmio APTR                                | Ator em Papel Protagonista             | Tom na Fazenda                           | Indicado  |
| 2018 | Prêmio APTR                                | Melhor Espetáculo                      | Tom na Fazenda                           | Venceu    |
| 2018 | Prêmio APTR                                | Melhor Produção                        | Tom na Fazenda                           | Indicado  |
| 2018 | Troféu Nelson Rodrigues                    | Melhor Ator                            | Tom na Fazenda                           | Venceu    |
| 2018 | Associação de Críticos de Teatro de Québec | Melhor Espetáculo Estrangeiro          | Tom na Fazenda                           | Venceu    |
| 2018 | Prêmio Questão de Crítica                  | Espetáculo                             | Tom na Fazenda                           | Venceu    |
| 2018 | Prêmio Extra de Televisão                  | Melhor Ator Coadjuvante                | Segundo Sol                              | Indicado  |
| 2019 | Melhores do Ano                            | Ator Coadjuvante                       | Bom Sucesso                              | Indicado  |
| 2019 | Prêmio F5                                  | Ator de Novela                         | Bom Sucesso                              | Indicado  |
| 2019 | Troféu UOL TV e Famosos                    | Melhor Ator                            | Bom Sucesso                              | Indicado  |
| 2019 | Prêmio Contigo! Online                     | Melhor Ator Coadjuvante                | Bom Sucesso                              | Indicado  |
| 2019 | Prêmio Área VIP                            | Melhor Ator                            | Bom Sucesso                              | Indicado  |
| 2019 | Melhores do Ano NaTelinha                  | Melhor Ator                            | Bom Sucesso                              | Indicado  |
| 2019 | Melhores do Ano Minha Novela               | Melhor Ator Coadjuvante (júri)         | Bom Sucesso                              | Venceu    |
| 2019 | Prêmio Aplauso Brasil de Teatro            | Melhor Ator                            | Tom na Fazenda                           | Indicado  |
| 2019 | Prêmio Aplauso Brasil de Teatro            | Melhor Espetáculo Independente         | Tom na Fazenda                           | Indicado  |
| 2020 | Prêmio APCA                                | Melhor Espetáculo                      | Tom na Fazenda                           | Venceu    |
| 2020 | Grande Prêmio Brasileiro de Cinema         | Melhor Ator                            | Homem Livre                              | Indicado  |